# Eyjafjallajökull
Eyjafjallajökullⓘ (în traducere „ghețar muntos insular”) este un ghețar, al cincilea ca mărime din Islanda. Ghețarul care acoperă muntele vulcanic Guðnasteinn este amplasat la vest de ghețarul Mýrdalsjökull pe coasta de sud-vest a Islandei și are înălțimea de 1666 m. Prin erupția vulcanului de sub Eyjafjallajökull din aprilie 2010, norul de cenușă vulcanică a paralizat circulația aeriană în aproape toată Europa.

## Ghețarul
Cupola ghețarului ocupă o suprafață de circa 78 km2, cel mai înalt pisc al muntelui fiind Nunataks — 1666 m. Limbile ghețarului coboară în văile adiacente până la o diferență de altitudine de aproximativ 1000 m, cu limbile principale, Steinholtsjökull și Gígjökull, întinzându-se spre nord. La baza văilor se află numeroase morene transportate de ghețar, în urma evenimentelor din aprilie 2010, lacul glaciar Lónið fiind complet acoperit de cenușă vulcanică.

## Vulcanul

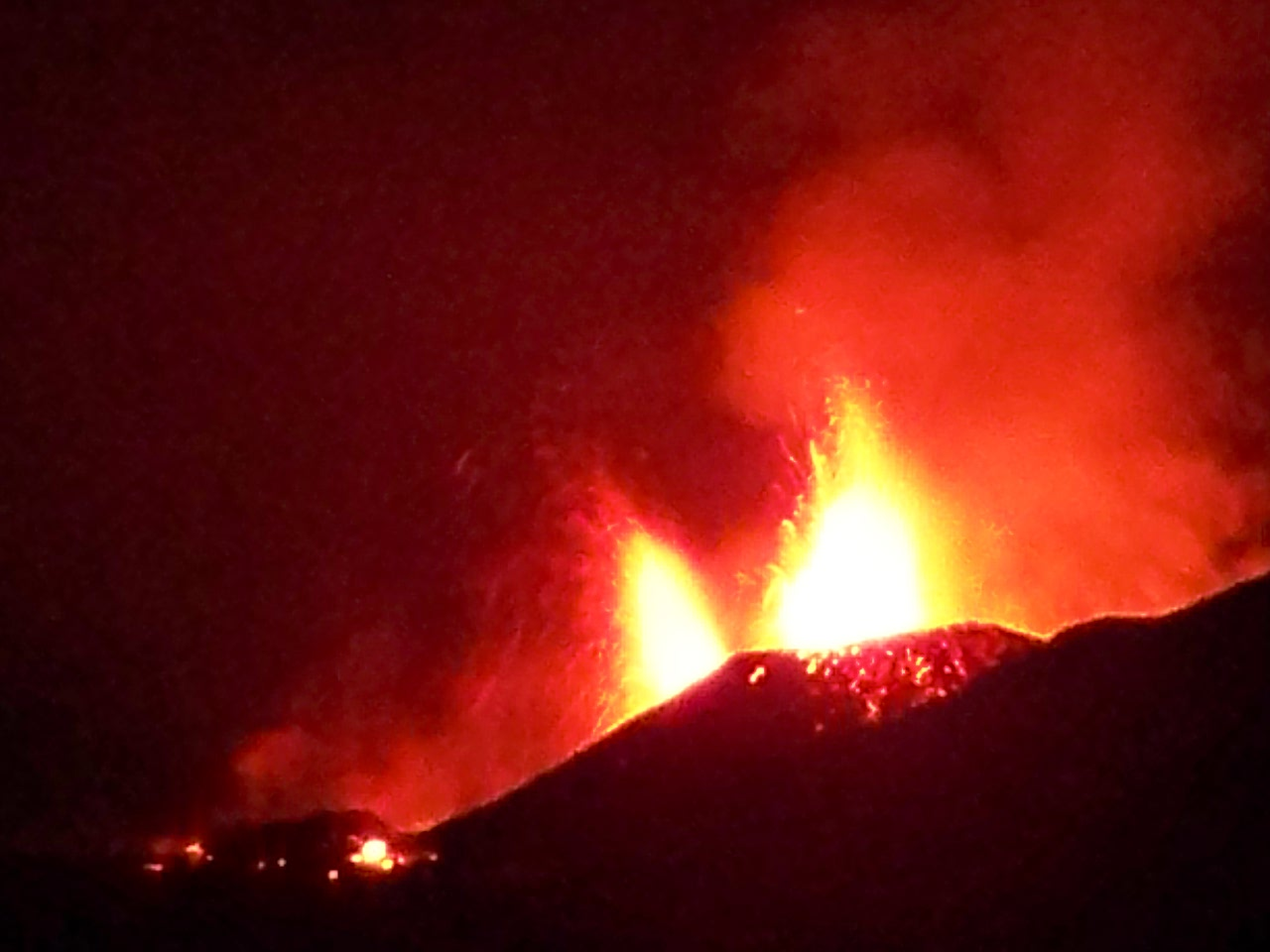
Erupția vulcanului din anul 2010

Vulcanul de sub ghețar se numește Guðnasteinn  deși adeseori se face referire la acest vulcan în mod impropriu prin numele ghețarului Eyjafjallajökull. Vulcanul Guðnasteinn aparține de zona vulcanică de sud a Islandei. El este considerat de majoritatea vulcanologilor un stratovulcan. Caldera vulcanului are un diametru de 3–4 km. Craterele prezintă câteva crăpături cu lungimi de peste 30 km, orientate est-vest, ce emană căldură.
Vârsta rocilor înconjurătoare vulcanului este apreciată la 700.000–800.000 ani. Acestea sunt, în majoritate, compuse din bazalt de tranziție, ca de exemplu dacitul.
Guðnasteinn este un vulcan care a erupt deja în urmă cu 800.000 de ani, erupții mai cunoscute fiind în anul 870 și 2010, cu toate că nu face parte din grupa vulcanilor cu activitate deosebită din Islanda.
Erupția din anul 2010 a început înainte de miezul nopții la data de 20 martie 2010. Locul erupției nu era din craterul principal al vulcanului Guðnasteinn, ci dintr-o crăpătură pe versantul estic al vulcanului, situat în aproapierea trecătorii Fimmvörðuháls dintre ghețarii Eyjafjallajökull (muntele Guðnasteinn) și Mýrdalsjökull (Muntele Katla). Regiunea învecinată, Fljótshlíð, și coasta islandeză de sud dintre Hvolsvöllur și Vík í Mýrdal, cu circa 500 de locuitori, au fost evacuate. Apropierea erupției vulcanice a fost semnalată de câteva cutremure mai slabe, care aveau centrul sub vulcan la o adâncime de 10 km. Deja la începutul lunii februarie a aceluiași an, a fost măsurată în zonă, de către centrul meteorologic al Universității din Islanda, o activare a mișcărilor seismice. Concomitent s-a observat o deformare, cu o ridicare de 15 cm a scoarței terestre, cauzată de activarea vulcanică din adâncime.